# Nocturnal Animals
Nocturnal Animals is een Amerikaanse film uit 2016 die geschreven en geregisseerd werd door Tom Ford. De thriller is gebaseerd op de roman Tony and Susan (1993) van auteur Austin Wright. De hoofdrollen worden vertolkt door Amy Adams, Jake Gyllenhaal, Michael Shannon, Isla Fisher en Aaron Taylor-Johnson. De film ging op 2 september in première op het filmfestival van Venetië en won de Zilveren Leeuw (grote juryprijs).

## Verhaal

### De echte wereld
Susan Morrow is de eigenares van een kunstgalerij in Los Angeles. Ze ontvangt het manuscript van een roman geschreven door de van haar vervreemde ex-echtgenoot Edward Sheffield, samen met een uitnodiging voor een diner tijdens het komende bezoek van Edward aan Los Angeles. Susan geraakt overstuur door haar verslechterende huwelijk met de ontrouwe zakenman Hutton Morrow en wordt verteerd door het verhaal in de roman, die aan haar is opgedragen en Nocturnal Animals als titel kreeg, een bijnaam die Edward voor haar had.

### De roman
Tony Hastings is een familieman die drie plaatselijke herrieschoppers - Ray, Lou en Turk - ontmoet tijdens een roadtrip door west-Texas. Na van de weg te zijn gedreven, staat Tony machteloos om te voorkomen dat Ray en Turk zijn vrouw Laura en hun dochter India ontvoeren en hem achterlaten bij Lou, die hem dwingt om de auto van Ray naar het einde van een weg te rijden, waar Tony wordt achtergelaten. Tony slaagt erin zich te verstoppen voor Ray en Lou wanneer ze terugkeren om hem te zoeken. Uiteindelijk bereikt Tony een afgelegen boerderij, waar hij de politie verwittigt.
Rechercheur Roberto "Bobby" Andes wordt toegewezen aan de zaak en ontdekt samen met Tony de lichamen van Laura en India in de buurt van een verlaten hut, waar ze beiden zijn verkracht en vermoord. Tony wordt verscheurd door schuldgevoel. Een jaar later wordt hij opnieuw gecontacteerd door Andes en wordt gevraagd om Lou te identificeren, die wordt beschuldigd als medeplichtige aan de moorden op Laura en India.
Turk werd neergeschoten door de politie na een mislukte overval, waardoor Ray de laatste dader is die voor de rechter moet worden gebracht. Andes arresteert Ray, maar is uiteindelijk gedwongen hem vrij te laten omdat er enkel indirect bewijs is van zijn betrokkenheid. Vlak voor zijn pensioen en met vastgestelde terminale longkanker, besluit Andes het heft in eigen handen te nemen en met de hulp van Tony Ray en Lou te ontvoeren. Wanneer Ray en Lou proberen te ontsnappen, schiet Andes Lou neer.
Andes en Tony splitsen zich op op zoek naar Ray. Tony vindt hem in de hut waar Laura en India werden vermoord. Ray geeft toe dat hij Tony's vrouw en dochter heeft verkracht en vermoord, en noemt hem zwak. Tony schiet hem neer, maar wordt verblind wanneer Ray hem tegen het hoofd slaat met een ijzeren staaf. Tony strompelt naar buiten, bezwijkt aan een hoofdwond en sterft nadat hij op zijn pistool valt en zich daarbij in de buik schiet.

### De echte wereld (vervolg)
Geschokt door de duistere inhoud en rauwe emotie van de roman, haalt Susan herinneringen op aan haar ontmoeting met Edward op de universiteit en hun bloeiende relatie, waartegen Susans dominante moeder Anne Sutton bezwaren maakte. Anne beweerde dat Edward de affectie van Susan onwaardig was en dat hij vanwege zijn romantische wereldbeeld de passie miste om zijn doelen daadwerkelijk te bereiken. Susan negeerde haar moeder en trouwde met Edward.
Na het vinden van verder bewijs van de ontrouw van Hutton hervat Susan het lezen van het manuscript. Ze herinnert zich haar onrustige huwelijk met Edward, dat gespannen verliep door haar frustratie over zijn jonge carrière en haar afwijzende houding tegenover zijn literaire ambities. Dit eindigde met Susans bedrog, toen ze van Edward scheidde om met Hutton te kunnen trouwen. Edward probeerde hun relatie te herstellen, maar verbrak uiteindelijk de band met Susan toen hij hoorde dat ze zwanger was van zijn kind, maar in het geheim een abortus had ondergaan om een einde te maken aan elke connectie met hem.
In het heden is Susan klaar met het lezen van het manuscript en regelt ze een ontmoeting met Edward in een restaurant. Edward komt niet opdagen en Susan wacht alleen terwijl het restaurant leegloopt naarmate de avond vordert.

## Rolverdeling

### De echte wereld
| Acteur              | Personage            |
| ------------------- | -------------------- |
| Amy Adams           | Susan Morrow         |
| Jake Gyllenhaal     | Edward Sheffield     |
| Armie Hammer        | Hutton Morrow        |
| Laura Linney        | Anne Sutton          |
| Andrea Riseborough  | Alessia Holt         |
| Michael Sheen       | Carlos Holt          |
| Bobbi Salvör Menuez | Samantha Morrow      |
| Zawe Ashton         | Alex                 |
| Jena Malone         | Sage Ross            |
| Neil Jackson        | Christopher          |
| Kristin Bauer       | Samantha Van Helsing |

### De roman
| Acteur               | Personage             |
| -------------------- | --------------------- |
| Jake Gyllenhaal      | Tony Hastings         |
| Michael Shannon      | Roberto "Bobby" Andes |
| Aaron Taylor-Johnson | Ray Marcus            |
| Isla Fisher          | Laura Hastings        |
| Ellie Bamber         | India Hastings        |
| Karl Glusman         | Lou Bates             |
| Robert Aramayo       | Steve Adams ("Turk")  |
| Graham Beckel        | Luitenant Graves      |